# Sportgemeinschaft Dynamo Dresden 2008-2009
Questa voce raccoglie le informazioni riguardanti la Sportgemeinschaft Dynamo Dresden nelle competizioni ufficiali della stagione 2008-2009.

## Stagione
Nella stagione 2008-2009 il Dinamo Dresda, allenato da Ruud Kaiser, concluse il campionato di 3. Liga al 9º posto.

## Rosa
| N. |                     | Ruolo | Calciatore          |
| -- | ------------------- | ----- | ------------------- |
| 1  | Germania (bandiera) | P     | Axel Keller         |
| 3  | Germania (bandiera) | D     | Volker Oppitz       |
| 4  | Germania (bandiera) | D     | Jens Grembowietz    |
| 5  | Germania (bandiera) | D     | Thomas Hübener      |
| 6  | Lituania (bandiera) | D     | Markus Palionis     |
| 7  | Germania (bandiera) | C     | Timo Röttger        |
| 8  | Germania (bandiera) | C     | Aleksandro Petrovic |
| 9  | Germania (bandiera) | A     | Thomas Bröker       |
| 11 | Germania (bandiera) | C     | Gerrit Müller       |
| 13 | Germania (bandiera) | P     | Benjamin Kirsten    |
| 14 | Germania (bandiera) | C     | Maik Kegel          |
| 15 | Germania (bandiera) | C     | Michael Kügler      |
| 16 | Germania (bandiera) | C     | Tony Schmidt        |

| N. |                      | Ruolo | Calciatore       |
| -- | -------------------- | ----- | ---------------- |
| 17 | Germania (bandiera)  | C     | Lars Jungnickel  |
| 19 | Germania (bandiera)  | C     | Jens Truckenbrod |
| 21 | Germania (bandiera)  | A     | Halil Savran     |
| 23 | Germania (bandiera)  | C     | Sascha Pfeffer   |
| 26 | Germania (bandiera)  | C     | Maik Wagefeld    |
| 27 | Germania (bandiera)  | C     | Ronny Nikol      |
| 28 | Germania (bandiera)  | C     | Philipp Kötzsch  |
| 32 | Germania (bandiera)  | D     | Cataldo Cozza    |
| 33 | Rep. Ceca (bandiera) | A     | Pavel Dobrý      |
| 34 | Germania (bandiera)  | D     | Benjamin Girke   |
| 35 | Germania (bandiera)  | A     | Ronny Kreher     |
| 36 | Germania (bandiera)  | D     | Sepp Kunze       |
| 37 | Rep. Ceca (bandiera) | D     | Pavel Pergl      |

## Organigramma societario
Area tecnica
- Allenatore: Ruud Kaiser
- Allenatore in seconda: Jan Seifert
- Preparatore dei portieri: Gunnar Grundmann
- Preparatori atletici:

## Calciomercato

### Sessione estiva
| Acquisti | Acquisti            | Acquisti             | Acquisti |
| R.       | Nome                | da                   | Modalità |
| -------- | ------------------- | -------------------- | -------- |
| D        | Jens Grembowietz    | Schalke 04 II        |          |
| P        | Axel Keller         | Erzgebirge Aue       |          |
| P        | Benjamin Kirsten    | Waldhof Mannheim     |          |
| C        | Gerrit Müller       | Siegen               |          |
| D        | Markus Palionis     | Wacker Burghausen    |          |
| C        | Aleksandro Petrovic | Čukarički            |          |
| C        | Timo Röttger        | Paderborn            |          |
| A        | Halil Savran        | TeBe Berlino         |          |
| C        | Tony Schmidt        | FV Dresden-Laubegast |          |

| Cessioni | Cessioni         | Cessioni         | Cessioni |
| R.       | Nome             | a                | Modalità |
| -------- | ---------------- | ---------------- | -------- |
| A        | Pavel David      | Hallescher       |          |
| D        | Daniel Ernemann  | Austria Lustenau |          |
| C        | Christian Hauser | 1. FC Gera 03    |          |
| A        | Sebastian Helbig | Zwickau          |          |
| C        | Marek Penksa     | Tatran Prešov    |          |
| D        | Martin Stocklasa | Ried             |          |
| C        | Stefan Süß       | Dinamo Dresda II |          |
| A        | Patrick Würll    | Jahn Ratisbona   |          |
| P        | Daniel Zacher    | Babelsberg       |          |

### Sessione invernale
| Acquisti | Acquisti    | Acquisti    | Acquisti |
| R.       | Nome        | da          | Modalità |
| -------- | ----------- | ----------- | -------- |
| D        | Pavel Pergl | AEK Larnaca |          |

| Cessioni | Cessioni         | Cessioni         | Cessioni |
| R.       | Nome             | a                | Modalità |
| -------- | ---------------- | ---------------- | -------- |
| D        | Christopher Beck | Dinamo Dresda II |          |
| P        | Marcus Hesse     | Dinamo Dresda II |          |
| D        | Ronald Wolf      | Dinamo Dresda II |          |

## Risultati

### 3. Liga

#### Girone di andata
| Arbitro: | Kempter |

|  |           |            |
|  | Marcatori | 43’ Savran |

| Arbitro: | Winkmann |

|            |           |                      |
| Savran 54’ | Marcatori | 9’ Neitzel 60’ Ramaj |

| Arbitro: | Kuhl |

|             |           |  |
| Sikorski 7’ | Marcatori |  |

| Arbitro: | Schempershauwe |

|            |           |  |
| Müller 57’ | Marcatori |  |

| Arbitro: | Metzen |

|                        |           |                |
| Haas 33’ Tosunoğlu 77’ | Marcatori | 58’, 89’ Dobrý |

| Arbitro: | Meyer |

|  |           |                |
|  | Marcatori | 88’ Mattuschka |

| Arbitro: | Ittrich |

|           |           |  |
| Jerat 34’ | Marcatori |  |

| Arbitro: | Benedum |

|                                           |           |                 |
| Müller 10’ Savran 60’ (rig.) Petrovic 65’ | Marcatori | 39’ Mitterhuber |

| Arbitro: | Schalk |

|                    |           |           |
| Schanda 25’ (aut.) | Marcatori | 39’ Lenze |

| Jena 19 ottobre 2008, ore 14:00 CEST 10ª giornata | Carl Zeiss Jena | 0 – 0 referto | Dinamo Dresda | Ernst-Abbe-Sportfeld (12 500 spett.)\| Arbitro: \| Wagner \| |
| Arbitro:                                          | Wagner          |               |               |                                                              |

| Arbitro: | Valentin |

|            |           |                    |
| Bröker 57’ | Marcatori | 47’ (aut.) Hübener |

| Arbitro: | Seemann |

|  |           |           |
|  | Marcatori | 53’ Dobrý |

| Arbitro: | Sippel |

|  |           |                              |
|  | Marcatori | 3’, 76’ Güvenışık 34’ Löning |

| Arbitro: | Schriever |

|                                  |           |                 |
| Traut 37’ Grembowietz 74’ (aut.) | Marcatori | 11’ Truckenbrod |

| Arbitro: | Perl |

|  |           |                     |
|  | Marcatori | 75’ Çakır 86’ Costa |

| Arbitro: | Zwayer |

|                  |           |  |
| Zillner 31’, 43’ | Marcatori |  |

| Arbitro: | Pflaum |

|            |           |            |
| Bröker 39’ | Marcatori | 17’ Öztürk |

| Arbitro: | Steinberg |

|             |           |  |
| Stoilov 33’ | Marcatori |  |

| Arbitro: | Trautmann |

|                                 |           |           |
| Bröker 16’ Dobrý 39’ Savran 41’ | Marcatori | 76’ Feick |

#### Girone di ritorno
| Arbitro: | Kircher |

|            |           |             |
| Bröker 11’ | Marcatori | 81’ Stenzel |

| Arbitro: | Joerend |

|                       |           |                 |
| Neitzel 36’ Aidoo 45’ | Marcatori | 47’, 90’ Bröker |

| Arbitro: | Winkmann |

|                              |           |                    |
| Wagefeld 22’ Savran 27’, 73’ | Marcatori | 10’ Haas 41’ Ekici |

| Arbitro: | Siebert |

|                        |           |  |
| Kolinger 53’ Klauß 76’ | Marcatori |  |

| Arbitro: | Kempter |

|           |           |               |
| Kegel 54’ | Marcatori | 49’ Tosunoğlu |

| Arbitro: | Gagelmann |

|                     |           |           |
| Biran 44’ Şahin 82’ | Marcatori | 42’ Dobrý |

| Arbitro: | Dingert |

|            |           |          |
| Savran 56’ | Marcatori | 32’ Damm |

| Arbitro: | Steinberg |

|  |           |                                    |
|  | Marcatori | 37’ Wagefeld 78’ Savran 90’ Kügler |

| Arbitro: | Schmidt |

|  |           |                   |
|  | Marcatori | 60’ (rig.) Savran |

| Arbitro: | Weiner |

|                     |           |  |
| Dobrý 51’ Pergl 85’ | Marcatori |  |

| Arbitro: | Stieler |

|                                                  |           |                           |
| Lechleiter 5’ Stegmayer 12’ Sailer 30’ Bader 56’ | Marcatori | 18’ Bröker 23’, 33’ Dobrý |

| Arbitro: | Leicher |

|                 |           |                 |
| Bröker 23’, 90’ | Marcatori | 2’ (rig.) Oehrl |

| Arbitro: | Wenkel |

|            |           |                           |
| Löning 52’ | Marcatori | 6’ Bröker 69’ Truckenbrod |

| Arbitro: | Schumacher |

|            |           |                     |
| Savran 25’ | Marcatori | 29’ Galm 86’ Tunjić |

| Arbitro: | Valentin |

|              |           |  |
| Lambertz 40’ | Marcatori |  |

| Arbitro: | Steinhaus-Webb |

|           |           |  |
| Dobrý 88’ | Marcatori |  |

| Arbitro: | Achmüller |

|                 |           |                      |
| Ristić 26’, 73’ | Marcatori | 45’ Dobrý 50’ Savran |

| Arbitro: | Metzen |

|                      |           |           |
| Savran 58’, 72’, 78’ | Marcatori | 48’ Kreis |

| Arbitro: | Fleischer |

|           |           |           |
| Feick 62’ | Marcatori | 47’ Dobrý |

## Statistiche

### Statistiche di squadra
| Competizione | Punti | In casa | In casa | In casa | In casa | In casa | In casa | In trasferta | In trasferta | In trasferta | In trasferta | In trasferta | In trasferta | Totale | Totale | Totale | Totale | Totale | Totale | DR |
| Competizione | Punti | G       | V       | N       | P       | Gf      | Gs      | G            | V            | N            | P            | Gf           | Gs           | G      | V      | N      | P      | Gf     | Gs     | DR |
| ------------ | ----- | ------- | ------- | ------- | ------- | ------- | ------- | ------------ | ------------ | ------------ | ------------ | ------------ | ------------ | ------ | ------ | ------ | ------ | ------ | ------ | -- |
| 3. Liga      | 50    | 19      | 8       | 6       | 5       | 26      | 22      | 19           | 5            | 5            | 9            | 20           | 24           | 38     | 13     | 11     | 14     | 46     | 46     | 0  |
| Totale       | 50    | 19      | 8       | 6       | 5       | 26      | 22      | 19           | 5            | 5            | 9            | 20           | 24           | 38     | 13     | 11     | 14     | 46     | 46     | 0  |

### Andamento in campionato
| Giornata  | 1 | 2  | 3  | 4 | 5  | 6  | 7  | 8  | 9  | 10 | 11 | 12 | 13 | 14 | 15 | 16 | 17 | 18 | 19 | 20 | 21 | 22 | 23 | 24 | 25 | 26 | 27 | 28 | 29 | 30 | 31 | 32 | 33 | 34 | 35 | 36 | 37 | 38 |
| --------- | - | -- | -- | - | -- | -- | -- | -- | -- | -- | -- | -- | -- | -- | -- | -- | -- | -- | -- | -- | -- | -- | -- | -- | -- | -- | -- | -- | -- | -- | -- | -- | -- | -- | -- | -- | -- | -- |
| Luogo     | T | C  | T  | C | T  | C  | T  | C  | C  | T  | C  | T  | C  | T  | C  | T  | C  | T  | C  | C  | T  | C  | T  | C  | T  | C  | T  | T  | C  | T  | C  | T  | C  | T  | C  | T  | C  | T  |
| Risultato | V | P  | P  | V | N  | P  | P  | V  | N  | N  | N  | V  | P  | P  | P  | P  | N  | P  | V  | N  | N  | V  | P  | N  | P  | N  | V  | V  | V  | P  | V  | V  | P  | P  | V  | N  | V  | N  |
| Posizione | 7 | 10 | 15 | 9 | 10 | 12 | 14 | 11 | 12 | 12 | 12 | 11 | 13 | 13 | 14 | 16 | 16 | 17 | 15 | 15 | 16 | 14 | 14 | 13 | 14 | 15 | 13 | 13 | 13 | 12 | 13 | 12 | 13 | 13 | 12 | 12 | 10 | 9  |

Legenda:

Luogo: C = Casa; T = Trasferta. Risultato: V = Vittoria; N = Pareggio; P = Sconfitta.

### Statistiche dei giocatori
| C. Beck        | 1  | 0  | 0  | 0 |
| T. Bröker      | 37 | 10 | 2  | 0 |
| C. Cozza       | 22 | 0  | 2  | 0 |
| P. Dobrý       | 34 | 11 | 2  | 0 |
| B. Girke       | 5  | 0  | 0  | 0 |
| J. Grembowietz | 15 | 0  | 1  | 0 |
| T. Hübener     | 22 | 0  | 3  | 1 |
| L. Jungnickel  | 24 | 0  | 4  | 1 |
| M. Kegel       | 14 | 1  | 4  | 0 |
| A. Keller      | 37 | 0  | 4  | 0 |
| B. Kirsten     | 1  | 0  | 0  | 0 |
| R. Kreher      | 1  | 0  | 0  | 0 |
| S. Kunze       | 0  | 0  | 0  | 0 |
| P. Kötzsch     | 0  | 0  | 0  | 0 |
| M. Kügler      | 19 | 1  | 0  | 0 |
| G. Müller      | 27 | 2  | 3  | 0 |
| R. Nikol       | 30 | 0  | 3  | 0 |
| V. Oppitz      | 11 | 0  | 0  | 0 |
| M. Palionis    | 29 | 0  | 4  | 0 |
| S. Pelzer      | 10 | 0  | 2  | 0 |
| P. Pergl       | 14 | 1  | 3  | 0 |
| A. Petrovic    | 7  | 1  | 0  | 0 |
| S. Pfeffer     | 36 | 0  | 7  | 0 |
| T. Röttger     | 14 | 0  | 3  | 0 |
| H. Savran      | 33 | 14 | 7  | 0 |
| T. Schmidt     | 6  | 0  | 2  | 0 |
| J. Truckenbrod | 30 | 2  | 5  | 1 |
| M. Wagefeld    | 37 | 2  | 10 | 0 |